# Xe siècle
Voir aussi : Liste des siècles, Chiffres romain
Le Xe siècle (ou 10e siècle) commence le 1er janvier 901 et finit le 31 décembre 1000.

## Événements

### Afrique
- IXe siècle-Xe siècle : des marchands arabes s’établissent sur la côte est de l’Afrique (Manda et Kiloa)[1]. Manda, alors la plus prospère des cités commerciales, exporte du bois de mangrove, du fer et de l’ivoire en échange de céramique fine et d’autres objets de luxe.
- Xe siècle : fondation d’Ife, capitale religieuse des Yoruba et des Edo, par le chef Oduduwa, alaafin de l'Empire d'Oyo, père des sept rois qui se partageront le pays yoruba après sa mort[2]. Le chef religieux (oni) qui réside à Ife couronne le souverain (l’alaafin) qui réside à Oyo, la capitale politique[3]. Les royaumes Yorubas sont créés sous l’impulsion d’émigrants venus du nord, vraisemblablement de la région de Nok, dès le VIe siècle (Bénin et sud-ouest du Nigeria actuel). Les élites indigènes, apparues dès le VIIIe siècle dans les centres d’Ife et d’Igbo-Ukwu, contrôlent l’exploitation des ressources forestières et trafiquent avec les intermédiaires africains du Sahel et des savanes. La demande accrue de produits de prestige par ces élites entraîne la spécialisation des artisans et le développement de nouvelles techniques. La méthode de moulage à la cire perdue, pour le bronze et pour le cuivre, arrive du nord avec le cuivre du Sahara.
- Xe siècle-XIIe siècle : islamisés par des familles originaires du sud de l’Arabie aux IXe et Xe siècles, les Somalis se répandent vers le sud dans leur habitat actuel à partir du Xe siècle[4]. Ils sont divisés en plusieurs tribus : les Issa dans la région de Djibouti, les Dir (en) au nord de Harar en Éthiopie, les Ishak dans l’ancien Somaliland britannique, les Darod dans l’Ogaden éthiopien, dans l’est du Kenya et au centre de la Somalie actuelle, les Haouiya (en), les Dighil et les Rahanouen entre la frontière kényane et l’oued Chébéli[5].
- Vers 900-1200 : abondance des objets de cuivre dans les tombes de la dépression de l’Upemba, à l’est du Congo, au Kisalien classique[6] (sites de Kamilamba et Kikulu au bord du lac Kabamba, Malemba-Nkulu sur la rive droite du Lualaba, Sanga et Katongo, sur les rives du lac Kisale et Katoto). La nécropole de Sanga, près de Bukama, montre la différenciation du corps social. Avant 1300, les tombes contiennent de la céramique et des objets de métal, dont des bijoux de cuivre, extrait 300 km au Sud, à Kansanshi et Kipushi. Plus tard, elles comportent aussi des marchandises importées ; cauris, perles de verre, céramiques fines, lingots de cuivre cruciformes (croisettes) et gongs de fer[7].

- 909-1171 : califat fatimide en Ifriqiya, puis en Égypte à partir de 969[8].
- 916-917 : le géographe arabe Al-Mas'ûdî visite l'Afrique de l'Est pour la seconde fois[9]. Il mentionne la ville de Sofala, qualifié de  « pays de l'or », installée par les Arabes au sud du Zambèze deux siècles plus tôt et en lutte contre les Waq-Waq, installés à l’embouchure du Limpopo[3].
- 945-946 : attaque de Ḳambalû (Pemba) sur la côte des Zanj par les « Waq-Waq ». Les sources arabes désignent sous le nom de Waq-Waq les régions du sud-ouest de l'océan Indien (Madagascar et la côte africaine au sud de Sofala) comme les îles d'Asie du Sud-Est (Indonésie actuelle)[4].
- Vers 979-980 : disparition du royaume d'Aksoum[10].
- Xe siècle-XIIe siècle : nouvelle immigration indonésienne à Madagascar[4].

### Amérique
- 900-1100 : deuxième période Pueblo en Amérique du Nord[11].
- Vers 900-1000 : fin de la période horizon moyen au Pérou ; les empires des cités-État de Tiwanaku et de Huari se morcellent en une mosaïque de petits États[12].
- Vers 900-1470 : la côte nord du Pérou est dominée sur plus de 1 600 kilomètres par l’État de Chimú, avec Chan Chan pour capitale, qui compte une population estimée à 40 000 habitants à son apogée. Les divers ensembles de bâtiments de Chan Chan (ciudadelas) sont entourés de murs de briques crues de 12 m de haut et isolent les rois de Chimú du reste de la cité, qui s’étend sur plus de 20 km2[13]. À la mort du roi, sa ciudadela est scellée comme un mausolée funéraire, et son successeur en construit une autre.
- 900-1540 : période postclassique au Mexique[14]. Disparition des civilisations de Mésoamérique, peut être sous les coups de chasseurs nomades venus du nord. Les centres mayas de Palenque, Tikal et Copán sont abandonnés. Certains Mayas émigrent alors vers le Yucatán méridional. Les cités du nord, Uxmal, Kabah, Sayil, Labná et le grand centre de Chichén Itzá commencent à prospérer (900-1200). De fortes influences mexicaines, en provenance de la cité toltèque de Tula, se font sentir. Apogée de la civilisation des Tarasques à l’ouest du Mexique (capitale Tzintzuntzan, près du lac de Pátzcuaro).
- Vers 900 : établissement des Toltèques au Mexique. Leur arrivée marque le début de la progression du militarisme en Mésoamérique, leur armée tirant parti de sa supériorité pour dominer les sociétés avoisinantes, soumises au tribut[15].
- 982-985 : les Vikings colonisent le Groenland[16]

### Asie et Pacifique
- Fin IXe siècle-début Xe siècle  : formation du khaganat Kimek de l’Irtych et de l’Ob[17].
- Xe siècle-XIIIe siècle : en Inde, le Gujarat est gouverné par la dynastie Chalukya avec Anhilpur pour capitale[18].
- 907-979 : période des cinq dynasties et des dix royaumes en Chine[19].
- 907-953 : règne en Inde de Parantaka Ier (en). La dynastie Chola supplante celle des Pallava sur la côte de Coromandel. Elle conquiert la presque totalité de l’Inde du Sud sur les autres dynasties (Pallava, Pandya, Chera)[20].
- 929 : le roi Mpu Sindok transfère sa capitale du centre de l'île de Java dans l'est.

- 934-944 : crise du califat abbasside[21].
- 945-1055 : tutelle de la dynastie Bouyide sur le califat abbasside[22].
- Vers 950 : formation de l'Empire Tu’i Tonga en Océanie[23].
- 960-979 : unification de la Chine par la dynastie Song[24]. Fin de la période des cinq dynasties et des dix royaumes.

- Migration des « Qun » ; Kiptchak et Coumans migrent vers les steppes du sud de la Russie. Les écrits d'al-Marwazi (vers 1120) mentionnent un peuple turc « Qun », venu des frontières du nord de la Chine - « la terre de Qitay ». Ils quittent la région chassés par les Khitans et le manque de pâturages, puis sont de nouveau expulsés de leurs nouveaux pâturages par le peuple « Qay ». Ils entrent sur le territoire du peuple « Shāri » ou « Sāri », qui est contraint de migrer vers les terres des Turkmènes. Ces derniers, à leur tour, se rendent sur les terres orientales des Oghouzes. Les Oghouzes s'installent ensuite sur les terres des Petchénègues dans la Steppe pontique. L’identification des « Qun », « Qay » et « Sāri » reste inconnue. Il semble que les « Qun » atteignent finalement les steppes du sud de la Russie et qu'ils seraient à l'origine des Coumans. Les « Qay », qui se rendent à leur tour dans la steppe pontique sont mentionnés par les chroniques russes en tant que Kaepichi, « Fils des Qay » ou Kiptchak (1054)[25].

### Europe
- 899-970 : incursions des Magyars en Occident et dans les Balkans[26].
- 904-963 : pornocratie pontificale[27].
- 909-910 : fondation de l'ordre de Cluny par le duc d’Aquitaine Guillaume le Pieux[28]. Il va rayonner sur une grande partie de l'Occident chrétien.
- 911 : traité de Saint-Clair-sur-Epte ; Charles III le Simple, roi de Francie occidentale, cède la Normandie aux Vikings de Rollon[29].
- 929-1031 : califat de Cordoue[30].
- 930-1262 : État libre islandais[31].
- 933 :  l'évêque Adalbéron de Metz réforme l'abbaye de Gorze, qui devient le principal foyer de réforme religieuse en Lotharingie sous l'influence de Jean de Gorze[32].
- Vers 940-1040 : troisième transgression dunkerquienne ; la mer envahit pour la dernière fois la Flandre-Occidentale[33].
- Vers 960-980 : les bénédictins Dunstan de Cantorbéry et Æthelwold de Winchester réforment la vie monastique en Angleterre avec l'appui du roi Edgar d'Angleterre[34].
- 967-970 :
  - Otton Ier, roi de Germanie et d'Italie, est couronné empereur à Rome. Constitution du futur Saint-Empire romain germanique. Début de la renaissance ottonienne, période de renouveau culturel de l'Occident chrétien du début du Xe siècle aux environs de l'an 1030, associée à une période de réforme religieuse[35].
  - le moine Gerbert d'Aurillac est envoyé en Catalogne pour apprendre les sciences, au voisinage du califat de Cordoue. Après un voyage à Rome (970-972) il enseigne à l'École cathédrale de Reims de 973 à 989 où il introduit le quadrivium et met au point un abaque utilisant les chiffres arabes. Il devient vers 980-981 l'ami de l'empereur Otton II, qui après la « dispute de Ravenne » le nomme abbé de Bobbio (982-984). Archevêque de Reims de 991 à 997, il devient pape de 999 à 1003 sous le nom de Sylvestre II[36].
- 977-1002 : guerres d'Almanzor, vizir du califat omeyyade de Cordoue, contre les États chrétiens d'Espagne[37].
- 989-990 : début du mouvement pour la Paix de Dieu en Gaule méridionale[38].

- Renouveau du commerce en Italie dès le début du siècle[39].
- Évolution vers la féodalité entre Loire et Rhin[40].

## Personnages significatifs

### Chefs politiques
- Otton Ier du Saint-Empire (912-973), empereur des Romains,
- Otton III (980-1002), empereur d'Allemagne,
- Rollon (° v. 860 - † v. 933), navigateur viking, signataire du traité de Saint-Clair-sur-Epte (911), fondateur de la dynastie des comtes de Rouen, puis ducs de Normandie,
- Abd al-Rahman III (888-961), calife de Cordoue. Apogée d'Al-Andalus,
- 'Aho'eitu, premier roi de la dynastie Tuʻi Tonga aux Tonga,
- Hugues Capet (940-996), roi des Francs, fondateur de la dynastie capétienne,
- Edmond Ier d'Angleterre (921-946), roi d'Angleterre,
- Nicéphore II Phocas (912-969), empereur byzantin,
- Jean Ier Tzimiskès (925-976), empereur byzantin,
- Basile II (958-1025), empereur byzantin,
- Siméon Ier de Bulgarie (864/865-927), empereur de Bulgarie,
- Song Taizu (927-976), empereur chinois, fondateur de la dynastie Song.

### Religieux
- Adalbéron de Reims (925-989), archevêque de Reims, il sacre Hugues Capet en 987.
- Bernon (850-925), fondateur de l'abbaye de Cluny.
- Jean de Vandières (?-976), fondateur de l'abbaye de Gorze, réformateur religieux.

### Navigateur

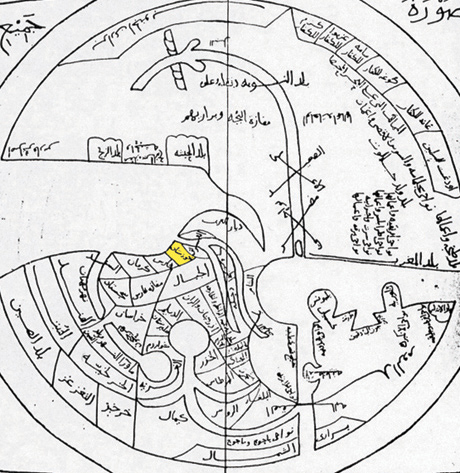
Carte du Xe siècle tirée de « Le Visage de la Terre », œuvre d’Ibn Hawqal. Le nord est en bas, la Méditerranée au milieu à droite.

- Érik le Rouge (Jæren, v. 940 - Groenland, v. 1010), navigateur viking, découvreur du Groenland et du Vinland, autrement nommé Amérique (saga des groenlandais, et du Vinland)

### Scientifiques
- Rhazès (864-930), scientifique iranien.
- Abu Al-Qasim, Aboulcassis en Occident, (v. 940 - v. 1013), médecin et chirurgien de l'Espagne musulmane.
- Ibn Hawqal (943-988), géographe arabe, auteur du « Visage de la Terre » (977).

### Philosophes et théologiens
- Al-Fârâbî (872-950) philosophe persan, étudie Platon et Aristote, considéré comme le second maître après Aristote par Averroès.
- Gerbert d'Aurillac (v. 938-1003), philosophe, mathématicien, astronome français, archevêque de Reims et de Ravenne, devient pape en 999 sous le nom de Sylvestre II.

### Écrivains
- Ferdowsi (v. 940 - v. 1020), écrivain persan.

Voir : Philosophes et théologiens du Xe siècle